# West Compton
West Compton és una concentració de població designada pel cens dels Estats Units a l'estat de Califòrnia. Segons el cens del 2000 tenia 5.435 habitants.

## Demografia
Segons el cens del 2000, West Compton tenia 5.435 habitants, 1.535 habitatges, i 1.209 famílies. La densitat de població era de 1.279,6 habitants/km².
Dels 1.535 habitatges en un 37,9% hi vivien nens de menys de 18 anys, en un 44,8% hi vivien parelles casades, en un 26,3% dones solteres, i en un 21,2% no eren unitats familiars. En el 17% dels habitatges hi vivien persones soles el 8,5% de les quals corresponia a persones de 65 anys o més que vivien soles. El nombre mitjà de persones vivint en cada habitatge era de 3,53 i el nombre mitjà de persones que vivien en cada família era de 3,9.
Per edats la població es repartia de la següent manera: un 33,2% tenia menys de 18 anys, un 10,1% entre 18 i 24, un 26,6% entre 25 i 44, un 17,7% de 45 a 60 i un 12,3% 65 anys o més.
L'edat mediana era de 31 anys. Per cada 100 dones de 18 o més anys hi havia 84,9 homes.
La renda mediana per habitatge era de 38.000 $ i la renda mediana per família de 40.280 $. Els homes tenien una renda mediana de 28.719 $ mentre que les dones 24.954 $. La renda per capita de la població era de 12.255 $. Entorn del 14,2% de les famílies i el 17% de la població estaven per davall del llindar de pobresa.

## Poblacions més properes
El següent diagrama mostra les poblacions més properes.